# Neus Canyelles
Neus Canyelles (Palma de Mallorca, 1966) es una escritora española en lengua catalana. Canyelles es licenciada en Filología Hispánica y estudió la carrera de piano.

## Obra publicada
- 1997 : Neu d'agost. Un llibre de memòries (Premio Bearn de Narrativa 1997).
- 2002 : Els vidres nets i altres contes.
- 2002 : Cap d’Hornos.[3]
- 2006 : L’alè del búfal a l’hivern.[4]
- 2010 : La novel·la de Dickens.
- 2013 : Mai no sé què fer fora de casa.[5]
- 2019 : Les millors vacances de la meva vida.
- 2021 : Autobiografia autoritzada[6]

## Premios
Ganó el premio Ciudad de Palma de novela en 2002, el Lector de la Odisea en 2006 y el premio Mercè Rodoreda de cuentos y narraciones en 2013.